# Сверрир Гуднасон
Све́ррир Палл Гу́днасон (исл. Sverrir Páll Guðnason; род. 12 сентября 1978, Лунд, Мальмёхус, Швеция) — шведский актёр исландского происхождения. Обладатель двух премий «Золотой жук» (2014, 2015). Наибольшую известность ему принесла роль в фильме «Борг/Макинрой».

## Биография
Сверрир родился 12 сентября 1978 года в шведском городе Лунд. Вскоре вместе с родителями переехал в исландский Рейкьявик, а вернулся в Швецию лишь в 1990 году.
Сверрир дебютировал на телевидении в 1996 году, снявшись в сериале «Секстон». С 2009 по 2010 год играл в сериале «Валландер». В 2009 году получил премию «Шанхайского кинофестиваля» в категории «Лучшая мужская роль» за фильм «Оригинал».
В 2017 году сыграл теннисиста Бьорна Борга в фильме «Борг/Макинрой».
В 2018 году на экраны вышел фильм «Девушка, которая застряла в паутине», в котором Сверрир сыграл Микаэля Блумквиста.

## Избранная фильмография
| Год       |   | Русское название                    | Оригинальное название        | Роль                  |
| --------- | - | ----------------------------------- | ---------------------------- | --------------------- |
| 2004      | ф | Мисс Швеция                         | Fröken Sverige               | Конни                 |
| 2009—2010 | с | Валландер                           | Wallander                    | Понтус                |
| 2012      | ф | Жена художника                      | Marie Krøyer                 | Хуго Альвен           |
| 2017      | ф | Борг/Макинрой                       | Borg/McEnroe                 | Бьорн Борг            |
| 2018      | ф | Девушка, которая застряла в паутине | The Girl in the Spider's Web | Микаэль Блумквист     |
| 2019—2020 | с | Люби меня                           | Älska mig                    | Петер                 |
| 2020      | ф | Падение                             | Falling                      | Уиллис в молодости    |
| 2020      | ф | Книга видения                       | The Book of Vision           | доктор Нильс Линдгрен |
| 2022      | ф | Сожги все мои письма                | Bränn alla mina brev         | Алекс                 |